# Segré (quận)
Quận Segré là một quận của Pháp, nằm ở tỉnh Maine-et-Loire, ở vùng Pays de la Loire. Quận này có 5 tổng và 61 xã.

## Các đơn vị hành chính

### Các tổng
Các tổng của quận Segré là: 
1. Candé
2. Châteauneuf-sur-Sarthe
3. Le Lion-d'Angers
4. Pouancé
5. Segré

### Các xã
Các xã của quận Segré, và mã INSEE là: 
| 1. Andigné (49005)                    | 2. Angrie (49008)                   | 3. Armaillé (49010)                 | 4. Aviré (49014)                   |
| 5. Bouillé-Ménard (49036)             | 6. Bourg-l'Évêque (49038)           | 7. Brain-sur-Longuenée (49043)      | 8. Brissarthe (49051)              |
| 9. Candé (49054)                      | 10. Carbay (49056)                  | 11. Challain-la-Potherie (49061)    | 12. Chambellay (49064)             |
| 13. Champigné (49065)                 | 14. Champteussé-sur-Baconne (49067) | 15. Chazé-Henry (49088)             | 16. Chazé-sur-Argos (49089)        |
| 17. Chemiré-sur-Sarthe (49093)        | 18. Chenillé-Changé (49095)         | 19. Cherré (49096)                  | 20. Châteauneuf-sur-Sarthe (49080) |
| 21. Châtelais (49081)                 | 22. Combrée (49103)                 | 23. Contigné (49105)                | 24. Freigné (49144)                |
| 25. Gené (49148)                      | 26. Grez-Neuville (49155)           | 27. Grugé-l'Hôpital (49156)         | 28. Juvardeil (49170)              |
| 29. L'Hôtellerie-de-Flée (49158)      | 30. La Chapelle-Hullin (49073)      | 31. La Chapelle-sur-Oudon (49077)   | 32. La Ferrière-de-Flée (49136)    |
| 33. La Jaille-Yvon (49161)            | 34. La Pouëze (49249)               | 35. La Prévière (49250)             | 36. Le Bourg-d'Iré (49037)         |
| 37. Le Lion-d'Angers (49176)          | 38. Le Tremblay (49354)             | 39. Loiré (49178)                   | 40. Louvaines (49184)              |
| 41. Marans (49187)                    | 42. Marigné (49189)                 | 43. Miré (49205)                    | 44. Montguillon (49208)            |
| 45. Montreuil-sur-Maine (49217)       | 46. Noyant-la-Gravoyère (49229)     | 47. Noëllet (49226)                 | 48. Nyoiseau (49233)               |
| 49. Pouancé (49248)                   | 50. Pruillé (49251)                 | 51. Querré (49254)                  | 52. Saint-Martin-du-Bois (49305)   |
| 53. Saint-Michel-et-Chanveaux (49309) | 54. Saint-Sauveur-de-Flée (49319)   | 55. Sainte-Gemmes-d'Andigné (49277) | 56. Sceaux-d'Anjou (49330)         |
| 57. Segré (49331)                     | 58. Sœurdres (49335)                | 59. Thorigné-d'Anjou (49344)        | 60. Vergonnes (49366)              |
| 61. Vern-d'Anjou (49367)              |                                     |                                     |                                    |